# Hans-Jürgen Heinrichs
Pour les articles homonymes, voir Heinrichs.
Hans-Jürgen Heinrichs est un anthropologue, écrivain et éditeur allemand né le 26 septembre 1945.

## Biographie
Il a étudié la philosophie, l'ethnologie, le théâtre, la linguistique et la psychologie aux universités de Cologne, Rome et Brême.
Après avoir réédité l'ouvrage Das Mutterrecht (1861) de Johann Jakob Bachofen en 1975, il réédite par la suite des travaux de Michel Leiris (auquel il consacre également un ouvrage en 1981), l'œuvre de Victor Segalen et de Fritz Morgenthaler. Il fonde ensuite en 1980 les éditions « Qumran Verlag für Ethnologie und Kunst » situées à Francfort et Paris. Collaborateur régulier de journaux allemands tels le Frankfurter Rundschau, Die Zeit, Lettre International et Azkente, il a également réalisé deux livres d'entretiens avec le philosophe Peter Sloterdijk. Ses essais philosophiques portent un regard critique sur la modernité (notamment Die katastrophale Moderne, 1984 ou Grenzgänger der Moderne, 1994).

## Ouvrages (titres originaux)
- Annährung an Afrika. Reiseerfahrungen in Marroko, 1980.
- Ein Leben als Künstler und Ethnologe. Über Michel Leiris, 1981.
- Sprachkörper. Zu Claude Lévi-Strauss and Jacques Lacan, 1983. (Essai sur Jacques Lacan et Claude Lévi-Strauss)
- Die katastrophale Moderne, 1984.
- Fenster zur Welt. Positionen der Moderne, 1989.
- Der Reisende und sein Schatten, 1990.
- Die geheimen Wunder des Reisens, 1993.
- Grenzgänger der Moderne, 1994.
- Wilde Künstler. Primitivismus, art brut und die Trugbilder der Identität, 1995.
- Das Feuerland-Projekt. Über das Reisen, 1997.
- Die Geschichte ist nicht zuende. Gespräche über die Zukunft des Menschen, conversation avec Peter Sloterdijk, 1999.
- Der Wunsch nach einer souveränen Existenz. Georges Bataille, Graz, Drosch, 1999.
- Die Sonne und der Tod. Dialogische Untersuchungen, conversation avec Peter Sloterdijk, 2001.
  - (fr) Ni le soleil ni la mort. Jeu de piste sous la forme de dialogues avec Hans-Jürgen Heinrichs, Trad. Olivier Mannoni, Pauvert, 2003.